# 周潔冰
周潔冰，SBS，MH（1955年3月13日—），祖籍广东省潮州，曾任香港灣仔區議會副主席兼維園選區議員，前市政局議員，曾任廣東省、佛山市、廣州東山區政協委員，現為民建聯成員。周潔冰並為香港華興集團董事，紫荊社創辦人及主席，中國兒童少年基金會功勛理事，春蕾計劃基金會發起人及主席，並曾獲選香港十大傑出青年及佛山市荣誉市民，周潔冰亦活躍於香港潮州籍社區，任職香港潮州商會婦女委員會委員。於北角邨長大。

## 政治生涯
周潔冰曾加入多個建制派政團，包括新商界之政團自由黨、經濟動力，及後轉為獨立身份。至2012年，周潔冰轉投民建聯。
周潔冰自參與香港地方選舉便一直活躍於銅鑼灣東面，包括整個維園到銅鑼灣街市一帶，亦包括天后站，自1991年起擔任該區區議員至2019年。20多年來，在維園舉辦各大型活動亦屬其區議會監察範圍，報章上有關維園的事項亦經常會見到她的名字。
1988年參與區議會選舉銅鑼灣北選區地方直選，惟在4個候選人中僅取得927票，被太平山學會文世昌以2,061票對大幅拋離。1991年區議會選舉捲土重來，以883票於同一選區銅鑼灣北擊敗對手黎兆霖（362票）。1994年區議會選舉加入自由黨，其選區亦因選區改劃改為於維園選區參選，此區包括大多數銅鑼灣北選區的地方。最終以1,429票之3.5倍票數擊敗民建聯阮鎮泉（400票）。1999年區議會選舉，為特區成立後首次區選，區議會增加更多議員的情況下，選區範圍減縮小。她以獨立人士參選，在維園選區（C17）以1,383票擊退獨立候選人關國傑（604票）。2003年區議會選舉，她以1,788票於維園選區（C18）擊敗民建聯王志鍾（678票）。2007年區議會選舉、2011年區議會選舉及2015年區議會選舉，周潔冰因在區內紮根多年，且多次以大比數擊敗對手，已沒有遇到對手挑戰，連續三次自動當選。2012年加入民建聯，使民建聯與工聯會的競選組合在東區區議會取得43個議席中之21席。
1995年市政局選舉，周潔冰順利當選成為市政局議員。1997年香港主權移交，中英兩國無法就議員過渡問題達成共識，原市政局解散，被稱「殺局」。時任行政長官董建華委任周潔冰等全體原有議員及9名新議員組成臨時市政局。然而2000年，董建華推行市政服務改革，將市政局與區域市政局解散，周潔冰之議員任期亦隨之結局。
周潔冰曾擔任區議員及市政局議員，並想更進一步成為更具代表性的立法會議員。1991年立法局選舉港島東地方直選以獨立身份參選，卻在7名候選人中只能以最低票5,805票敗走。1998年香港立法會選舉香港島地方直選，僅取得10,950票，得票率為3.56%，在大選區比例代表制下排名第7。2000年香港立法會選舉香港島地方直選議席增加了一名，當屆她的票數取得14,534票，得票率為5.57%，可是在激烈競爭下周潔冰依舊只排名第7。2000年立法會香港島地方選區補選，因民建聯副主席程介南被揭發未有申報個人利益，以權謀私，參選後自行放棄議席，最終其入獄18個月，因而進行議席補選。周潔冰雖然得到另一原候選人前東區區議員梁安琪的支持，最終取得13,717票，得票率為6.59%，排名第三。
2012年立法會選舉港島區地區直選，她與東區區議會主席鍾樹根合組名單參選，與前主席曾鈺成爭取港島7個直選議席。最終她在名單中排名第三，位列資深黨員丁江浩之後。
2019年區議會選舉，過去三次選舉都在沒有競爭下自動當選的周潔冰，受到維多利亞社區協會的李永財挑戰，最終結果李永財以54%得票率(2502票)贏得勝選，周潔冰爭取連任失敗，結束28年的區議員生涯。

## 商界工作
周潔冰為香港華興集團董事，並為廣東省女企業家聯誼會副會長、香港女青年商會會長（1986年）發言人。

## 慈善事業
1992年，周潔冰創立婦女組織紫荊社，兼任主席。同年8月，周潔冰與中國兒童少年基金會成立春蕾計劃基金會，並出任主席，她亦作為第一捐款人捐作100萬港元支持中國內地的春蕾計劃，據《大公報》指出其更有「中國兒童慈善家」之殊榮。春蕾計劃為資助中國內地失學女童重返校園的助學計劃。周潔冰亦為中國兒童少年基金會功勛理事。

## 民間團體服務
周潔冰現擔任國際青年領袖協會創會會長、保護海港協會秘書、香港粵劇曲藝協會主席、周氏宗親總會、全港僱主關注外傭政策聯會名譽會長。她亦曾擔任監察全面遺返越南船民聯委會主席、傑出青年協會執行委員（1991年－1992年）、明華賢毅社會長（1993年－1994年）。

## 公職
周潔冰現擔任淫褻物品審裁委員會小組委員、上訴委員團（地產代理條例）委員，並曾任氣體安全諮詢委員會委員、廉政公署社區關係市民諮詢委員會委員、城市規劃委員會委員（1992年－1996年）、房委會投訴小組委員會及居屋小組委員會委員（2000年）。中國內地方面，周潔冰曾任廣東省、佛山市、廣州東山區政協委員，亦曾任廣東省海外聯誼會副會長、佛山市公關協會顧問、湛江市公關協會顧問等。
2020年7月下旬, 民政事務總署委任周潔冰為新一屆分區會委員。

## 榮譽
1990年，周潔冰曾獲選香港十大傑出青年。1995年1月18日，周潔冰獲佛山市第十屆人民代表大會常務委員會第十二次會議通過，獲頒首批佛山市荣誉市民。其他榮譽包括：巴哈伊人群服務獎（1994年）、香港扶輪社國際服務獎（1995年）、榮譽勛章（1998年）等。

## 家庭
周潔冰早年於美國塔夫斯大學（TUFTS UNIVERSITY）取得文學碩士，後於北京大學取得經濟體制改革博士。
周潔冰於工廠工作從而認識丈夫陳伯滔，對方更激發她進修會計。1978年，悉逢樓市倡旺，二人開設傢俬店，業務規模更越做越大，是為後來的香港華興集團。公司進軍內地市場，還在1980年代發展地產、貿易、文儀及證券等多元業務。此外，二人育有一名女兒﹐一家三口居住於深水灣一所三層高之獨立洋房中。
2000年，華南集團而自動清盤，作為公司董事的陳伯滔受牽涉。周潔冰夫婦二人曾一度遭廣東省銀行入稟法庭追討合共380萬港元之借貸﹐並限其14天內還清貸款。周潔冰則稱其經濟狀況已有改善。

## 著作
- 《力闖明天》(1991年)
- 《一片冰心育春蕾》(1995年)